# تشارلز روبرتس
تشارلز روبرتس (بالإنجليزية: Charles G. D. Roberts) (و. 1860 – 1943 م) هو روائي، وشاعر كندي، توفي في تورونتو، عن عمر يناهز 83 عاماً.
.

## التعليم
تعلم في جامعة نيو برونزويك.

## الخدمة العسكرية
خدم في الجيش البريطاني.

## جوائز
حصل على جوائز منها:
- نيشان القديسان ميخائيل وجرجس من رتبة فارس قائد
- زمالة الجمعية الملكية الكندية.

## روابط خارجية
- تشارلز روبرتس على موقع الموسوعة البريطانية (الإنجليزية)
- تشارلز روبرتس على موقع ميوزك برينز (الإنجليزية)
- تشارلز روبرتس على موقع إن إن دي بي (الإنجليزية)